# Bibliothèque judaïque centrale

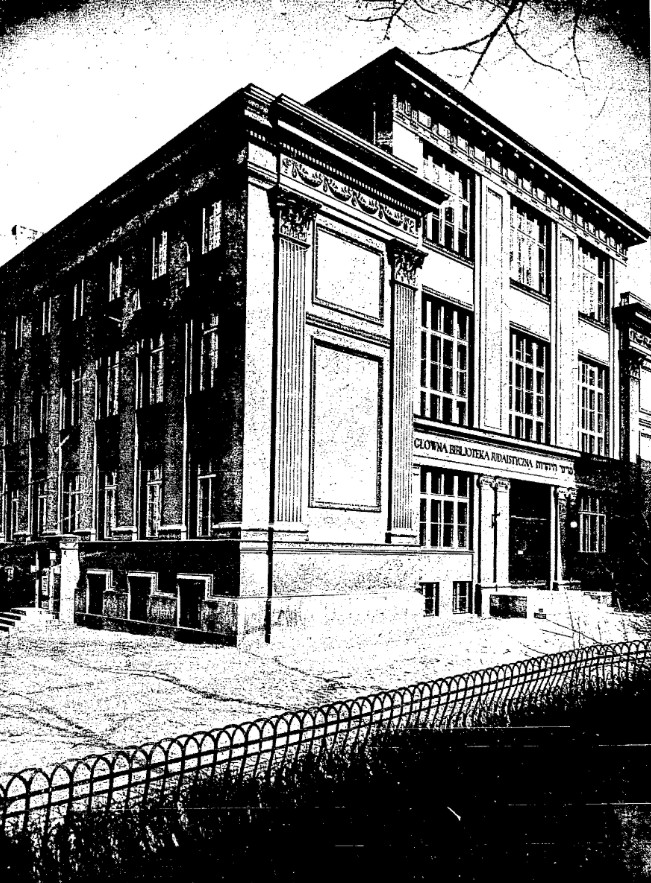
L’édifice de la Bibliothèque Judaïque Centrale, 5 rue Tłomackie

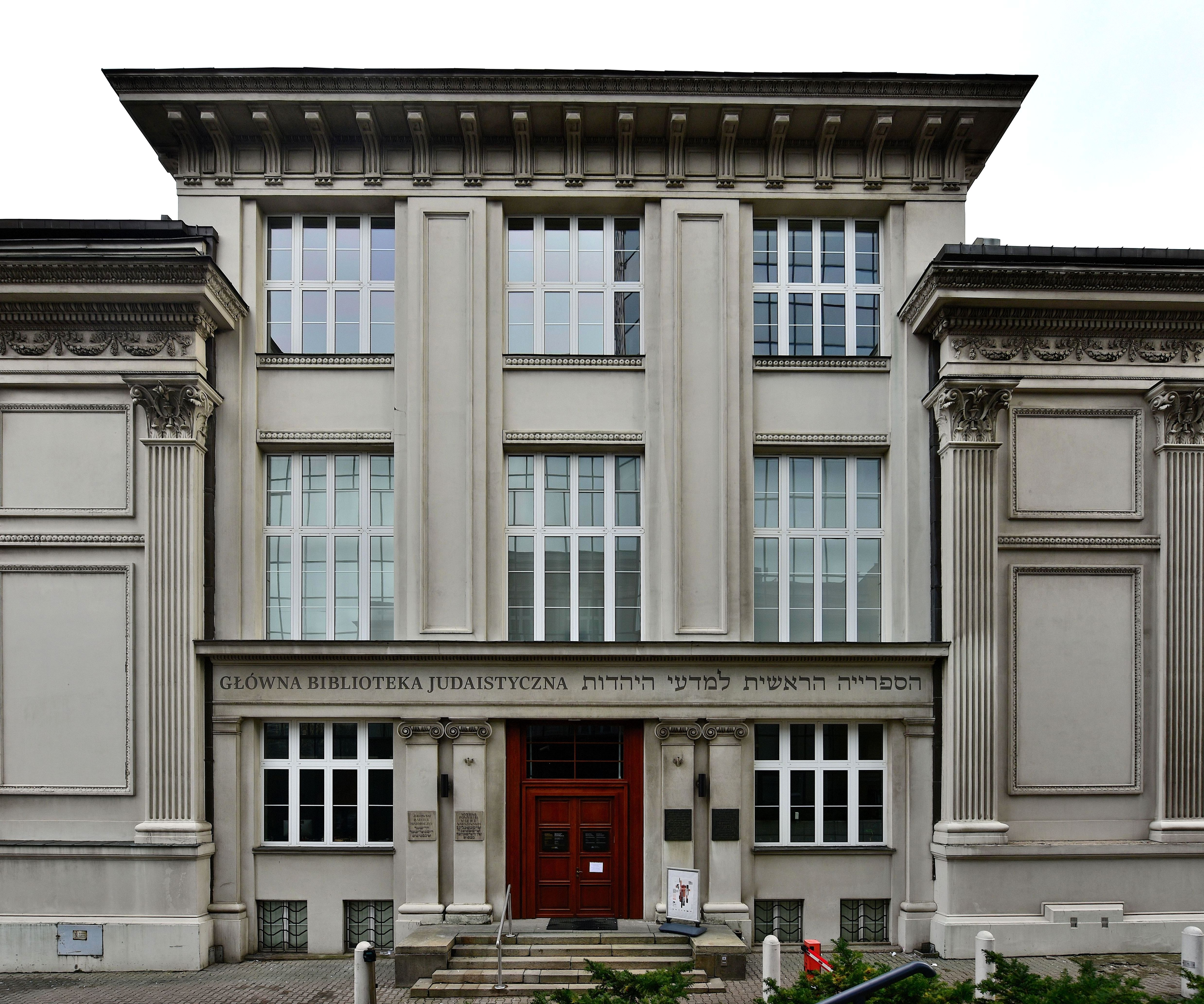
La façade du bâtiment. L’inscription en polonais et en hébreu reconstruite en 2016

La Bibliothèque judaïque centrale ,,, est la bibliothèque, inexistante aujourd’hui, recueillant des archives relatives au judaïsme et à l’histoire des Juifs en Pologne.

## Historique
Elle a été fondée dans les années 1879-1880 en tant que bibliothèque de la Grande Synagogue de Varsovie, à l’initiative de Ludwik Natanson qui avait proposé sa création déjà en 1860. On a recueilli les fonds dans une quête publique. Ensuite, la bibliothèque était subventionnée par les individus et le comité de la synagogue. Pendant plusieurs années, jusqu’en 1914, il a fonctionné la Commission Historique qui s’occupait de la récolte des collections, surtout des documents de kahals (communautés juives) ou des manuscrits. Samuel Poznański était la personne responsable des travaux de la Commission, tandis que Mojżesz Moszkowski était le bibliothécaire pendant plusieurs années.
En 1927, à l’initiative de Moïse Schorr, on a commencé des travaux visant à la création du nouveau siège de la bibliothèque. Un édifice à la rue Tłomackie 3/5 a été construit dans les années 1928-1936 d’après le projet d’Edward Eber. Il abritait aussi l’Institut d’études judaïques . Le bâtiment a été conçu dans le style du néo-historicisme, faisant référence au bâtiment d’avoisinante Grande Synagogue.
À partir de novembre 1940 jusqu’à mars 1942, le bâtiment s’est trouvé dans le ghetto de Varsovie. Il a logé consécutivement : l’Entraide sociale juive (pol. Żydowska Samopomoc Społeczna), le point de rassemblement pour les Juifs déportés d’Allemagne et l’entrepôt des meubles volés aux habitants du ghetto. Quoique endommagé, le bâtiment a survécu au soulèvement dans le ghetto de Varsovie et l’insurrection de Varsovie. Les collections de la bibliothèque ont été dérobées par les Allemands, mais après la guerre on a récupéré une partie d’elles (selon une autre source, la bibliothèque a perdu toutes les collections, c’est-à-dire 40 mille objets) .
Le 16 mai 1943, après la destruction de la Grande Synagogue, il y avait un incendie dont les traces au sol témoignent . Jusqu’au rétablissement du nom de la rue Tłomackie dans les années 1980, l’adresse du bâtiment c’était 79 avenue Świerczewski .
Aujourd’hui, l’Institut historique juif siège dans le bâtiment.
Le fragment du ghetto avec la bibliothèque et la Grande Synagogue est commémoré par le mémorial qui se trouve à l’intersection de la rue Bielańska et Corazzi.
Actuellement, le portail web Bibliothèque Judaïque Centrale poursuit l’activité de l’ancienne bibliothèque.
En mai 2016, devant l’entrée principale, on a reconstruit l’inscription d’avant-guerre Bibliothèque Judaïque Centrale en polonais et en hébreu.